# Wolfgang Weischet

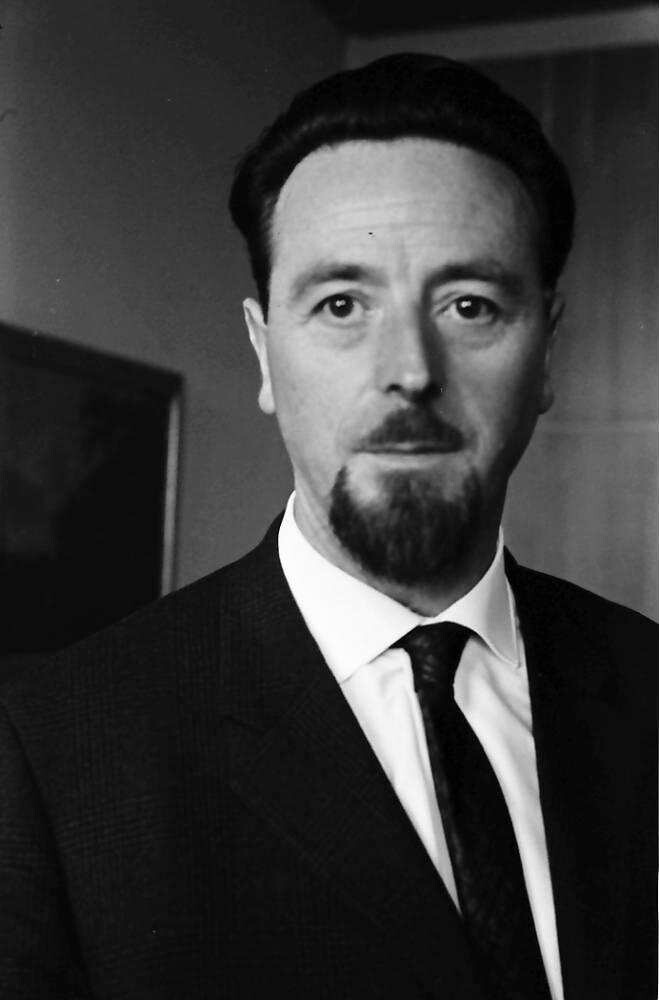
Wolfgang Weischet (1961)

Wolfgang Weischet (* 12. Januar 1921 in Solingen-Ohligs; † 13. Januar 1998 in Freiburg) war ein deutscher Meteorologe, Geograph und Klimatologe.
Nach dem Studium der Meteorologie und Geophysik in Berlin und Hamburg war Weischet 1942 einer der ersten Absolventen in der Meteorologie an der Berliner Friedrich-Wilhelms-Universität, der heutigen Humboldt-Universität. Er promovierte 1948 bei Carl Troll in Bonn. Ab 1948 war er Assistent bei Herbert Louis in Köln, ab 1952 dann in München, bei dem er sich habilitierte. Von 1959 bis 1961 hatte er die Leitung des Instituts für Geographie und Geologie der Universidad Austral de Chile in Valdivia inne. 1961 folgte er einem Ruf an die Albert-Ludwigs-Universität Freiburg, wo er als Nachfolger von Nikolaus Creutzburg Direktor des Instituts für Physische Geographie wurde. 1966 wurde ihm das Amt des Dekans der Mathematisch-Naturwissenschaftlichen Fakultät übertragen. 1974 leistete er Pionierarbeit in Untersuchungen zum Stadtklima von Freiburg.
1982 wurde Weischet zum Mitglied der Leopoldina berufen.
Noch heute ist seine Einführung in die Allgemeine Klimatologie ein Standardwerk der Geographie. 50 Jahre nach Erscheinen seiner Chile-Länderkunde widmeten seine chilenischen und deutschen Kollegen ihm eine neue spanischsprachige Regionalgeographie dieses Landes.
Wolfgang Weischet starb einen Tag nach seinem 77. Geburtstag.

## Werke
- Chile. Seine länderkundliche Individualität und Struktur. Wissenschaftliche Buchges., Darmstadt 1970, DNB 458598925.
- Die ökologische Benachteiligung der Tropen. Teubner, Stuttgart 1977, ISBN 3-519-03402-6.
- Die Grüne Revolution. Erfolge, Möglichkeiten und Grenzen in ökologischer Sicht. Schöningh, Paderborn sowie Blutenburg-Verlag, München 1978, ISBN 3-506-23519-2.
- zus. mit Wilfried Endlicher: Einführung in die Allgemeine Klimatologie. 9. Auflage. Borntraeger, Stuttgart 2018, ISBN 978-3-443-07155-4 (Erstausgabe: Teubner, 1979).
- Regionale Klimatologie. Teil 1: Die Neue Welt: Amerika, Neuseeland, Australien. Teubner, Stuttgart 1996, ISBN 3-519-03405-0.
- zus. mit Wilfried Endlicher: Regionale Klimatologie. Teil 2: Die Alte Welt: Europa, Afrika, Asien. Teubner, Stuttgart 2000, ISBN 3-519-03434-4.